# Leiognathidae
Leiognathidae é uma família de peixes da subordem Percoidei, superfamília Percoidea.

## Espécies
- Género Gazza Rüppell, 1835
  - Gazza achlamys Jordan & Starks, 1917.
  - Gazza dentex (Valenciennes, 1835).
  - Gazza minuta (Bloch, 1795).
  - Gazza rhombea Kimura, Yamashita & Iwatsuki, 2000.
  - Gazza squamiventralis Yamashita & Kimura, 2001.
- Género Leiognathus Lacépède, 1802
  - Leiognathus aureus Abe & Haneda, 1972.
  - Leiognathus berbis (Valenciennes, 1835).
  - Leiognathus bindus (Valenciennes, 1835).
  - Leiognathus blochii (Valenciennes, 1835).
  - Leiognathus brevirostris (Valenciennes, 1835).
  - Leiognathus daura (Cuvier, 1829).
  - Leiognathus decorus (De Vis, 1884).
  - Leiognathus dussumieri (Valenciennes, 1835).
  - Leiognathus elongatus (Günther, 1874).
  - Leiognathus equulus (Forsskål, 1775).
  - Leiognathus fasciatus (Lacépède, 1803).
  - Leiognathus hataii Abe & Haneda, 1972.
  - Leiognathus klunzingeri (Steindachner, 1898).
  - Leiognathus kupanensis Kimura & Peristiwady, 2005.[1]
  - Leiognathus leuciscus (Günther, 1860).
  - Leiognathus lineolatus (Valenciennes, 1835).
  - Leiognathus longispinis (Valenciennes, 1835).
  - Leiognathus moretoniensis Ogilby, 1912.
  - Leiognathus nuchalis (Temminck & Schlegel, 1845).
  - Leiognathus oblongus (Valenciennes, 1835).
  - Leiognathus pan Wongratana, 1988.
  - Leiognathus panayensis Kimura & Dunlap, 2003.
  - Leiognathus parviceps (Valenciennes, 1835).
  - Leiognathus rapsoni Munro, 1964.
  - Leiognathus rivulatus (Temminck & Schlegel, 1845).
  - Leiognathus smithursti (Ramsay & Ogilby, 1886).
  - Leiognathus spilotus Fowler, 1904.
  - Leiognathus splendens (Cuvier, 1829).
  - Leiognathus stercorarius Evermann & Seale, 1907.
  - Leiognathus striatus James & Badrudeen, 1991.
- Género Secutor Gistel, 1848
  - Secutor hanedai Mochizuki & Hayashi, 1989.
  - Secutor indicius Monkolprasit, 1973.
  - Secutor insidiator (Bloch, 1787).
  - Secutor interruptus (Valenciennes, 1835).
  - Secutor megalolepis Mochizuki & Hayashi, 1989.
  - Secutor ruconius (Hamilton, 1822).